# SV Tannheim
Der SV Tannheim e. V. ist ein 1946 gegründeter Sportverein in Tannheim, Baden-Württemberg.

## Geschichte
Im Gründungsjahr 1946 bestand die Fußballabteilung des SVT aus zwei Mannschaften, „die in der Ländlichen Klasse beim Sportplatz an der Kiesgrube Fußball spielten“. Schon 1947 wurde eine Wintersportabteilung, 1950 die Tischtennisabteilung und nach Fertigstellung der „Pavillonschule“ 1954 die Turnabteilung gegründet. Die Fußball-Herrenmannschaft stieg 1964 in die 2. Amateurliga Oberschwaben auf und spielte dort bis 1973 und von 1976 bis 1978. 1977 kam es zu einem Freundschaftsspiel der 1. Mannschaft der Fußballabteilung mit der Maltesischen Fußballnationalmannschaft. Faustball wurde im Jahre 1980 eine eigene Abteilung des Vereins, nachdem es als Unterabteilung in der Turnabteilung schon seit 1967 bestand. 1991 hatte der SVT 686 Mitglieder.
Die Faustball-Frauenmannschaft des SVT spielte 2019 in der Faustball-Bundesliga.

## Sportarten

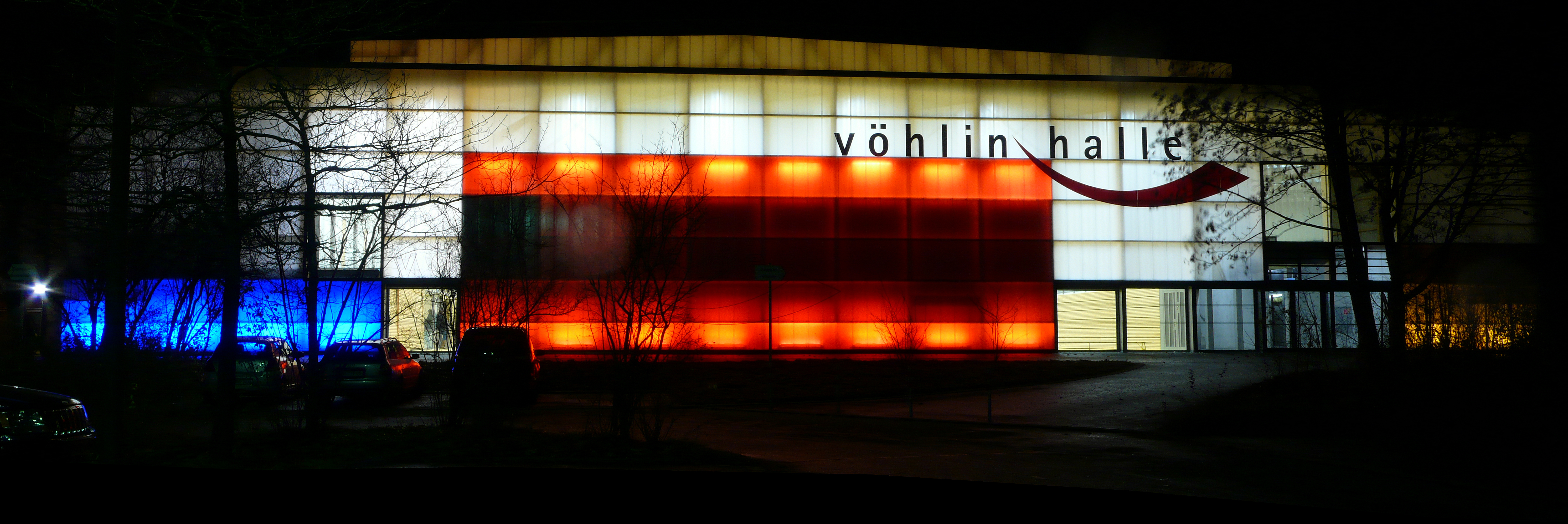
Vöhlinhalle in Illertissen – Austragungsort der von der Tannheimer und Illertisser Faustballabteilung organisierten Deutschen Meisterschaft im Hallenfaustball der Frauen 2018

- Faustball
- Fußball
- Ski & Fitness
- Tischtennis
- Turnen

## Erfolge
- Aufstieg der Faustball-Frauenmannschaft in die Faustball-Bundesliga, 2014/15